# ТЕС Лас-Салінас
ТЕС Лас-Салінас – теплова електростанція на іспанському острові Фуертевентура (Канарські острови).
Основне обладнання ставало до ладу кількома чергами:
- в 1975 та 1976 роках ввели в дію дві генераторні установки на основі двигунів внутрішнього згоряння потужністю по 4,32 МВт;
- в 1980 році ввели в дію генераторну установку на основі двигуна внутрішнього згоряння потужністю 5,04 МВт;
- в 1981-му запустили дві генераторні установки на основі двигунів внутрішнього згоряння потужністю по 7,52 МВт;
- у 1987-му запустили встановлену на роботу у відкритому циклі мобільну газотурбінну установку потужністю 16,6 МВт;
- в 1990 році ввели в дію генераторну установку на основі двигуна внутрішнього згоряння потужністю 24 МВт;
- у 1992-му стала до ладу встановлена на роботу у відкритому циклі газова турбіна потужністю 25 МВт;
- в 2000 році запустили встановлену на роботу у відкритому циклі газову турбіну потужністю 37,5 МВт;
- у 2004 – 2005 роках ввели в дію три генераторні установки потужністю по 18,4 МВ.
Таким чином, загальна потужність ТЕС досягнула 187 МВт, втім, цей показник характеризує брутто-потужність, тоді як нетто-потужність складала лише 159,3 МВт. 
Станція розрахована на споживання нафтопродуктів.
Розповсюдження електроенергії на Фуертевнтурі відбувається ппід напругою 66 кВ та 132 кВ.